# غوردون د. غايل
غوردون د. غايل (بالإنجليزية: Gordon D. Gayle)‏ هو ضابط أمريكي، ولد في 13 سبتمبر 1917 في تلسا في الولايات المتحدة، وتوفي في 21 أبريل 2013 في فارنهام ‏ في الولايات المتحدة.